# Chedivova súdánská medaile (1897)
Chedivova súdánská medaile byla medailí za tažení udílená egyptským chedivem příslušníkům egyptských i britských ozbrojených sil za službu během dobytí Súdánu, kterým tak spojené anglo-egyptské síly ukončily Mahdího povstání. Založena byla roku 1897 a naposledy byla udělena roku 1908.

## Historie a pravidla udílení
Medaile byla založena egyptským chedivem Abbásem II. Hilmím dne 12. února 1897. Původně měla být udílena na paměť dobytí Dongoly v roce 1896. Následně bylo její udílení rozšířeno i na pozdější vojenské akce odehrávající se až do roku 1908. Udílena byla příslušníkům egyptských i britských ozbrojených sil za službu během dobytí Súdánu, kterým tak spojené anglo-egyptské síly ukončily Mahdího povstání. K medaili také náleželo patnáct různých spon.
Všichni ocenění za službu na Nilu v letech 1896 až 1898 byli také ocenění Královninou súdánskou medailí.

## Popis medaile
Medaile je kulatého tvaru o průměru 39 mm. Medaile udílené příslušníkům britských a egyptských ozbrojených sil byly stříbrné. V malém počtu byly medaile uděleny také civilistům, především podkoním a důstojnickým sluhům. V takovém případě byly medaile ražené z bronzu. Na přední straně je arabská šifra chediva a rok 1314 od hidžry. Na zadní straně je oválný štít překrývající kompozici složenou z vlajek a zbraní.
Stuha široká 38 mm sestává ze tří stejně širokých pruhů v barvách žluté, modré a žluté. Tyto barvy symbolizují Nil protékající pouští.

V případě udělení medaile příslušníkům britských jednotek je jméno oceněného a další detaily vyryto na hraně medaile. V případě egyptských a súdánských příjemců byl tento nápis v arabském písmu. Některé, především pozdější, medaile byly uděleny bez uvedení jména.

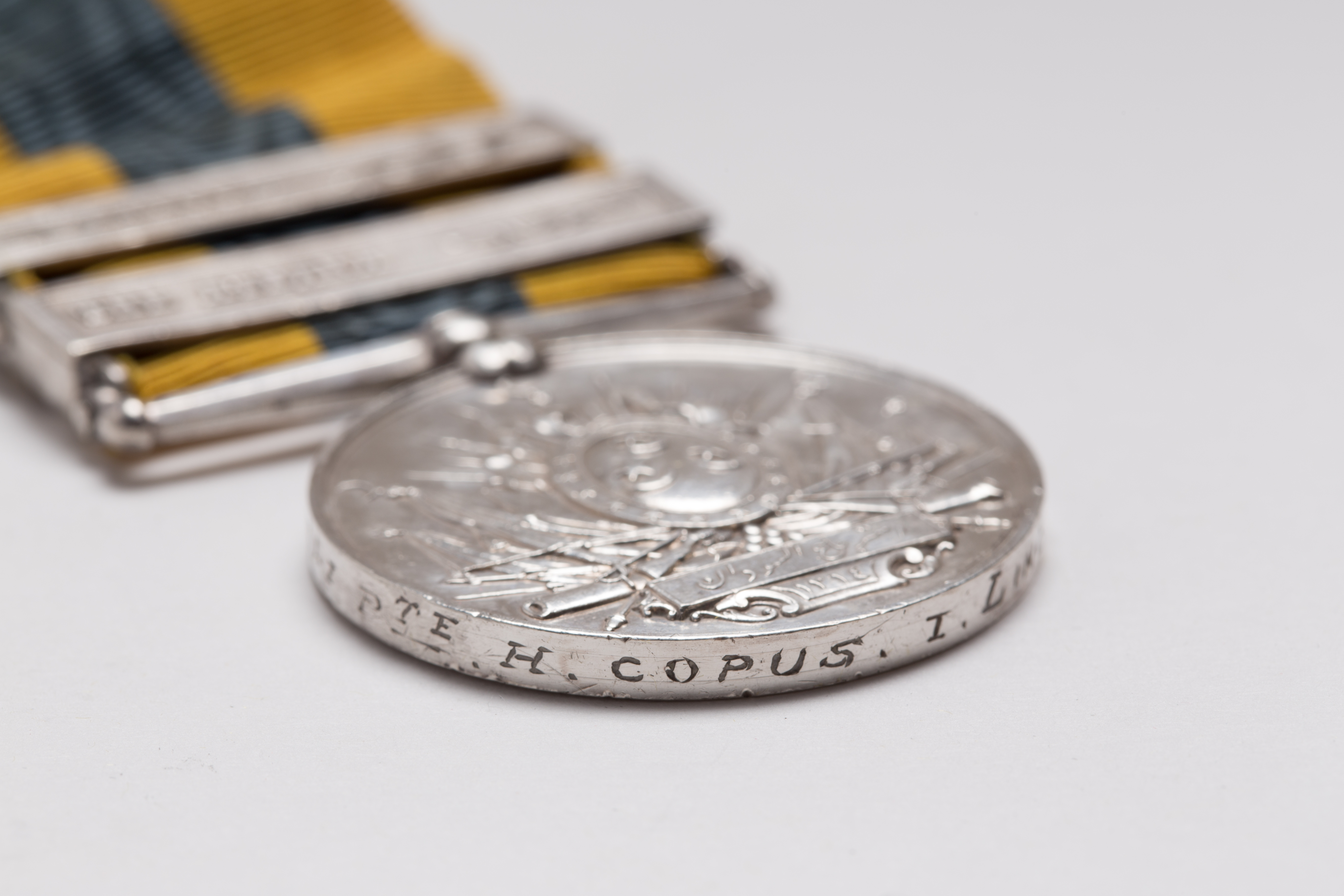
Medaile se dvěma sponami udělená vojínu H. Copusovi
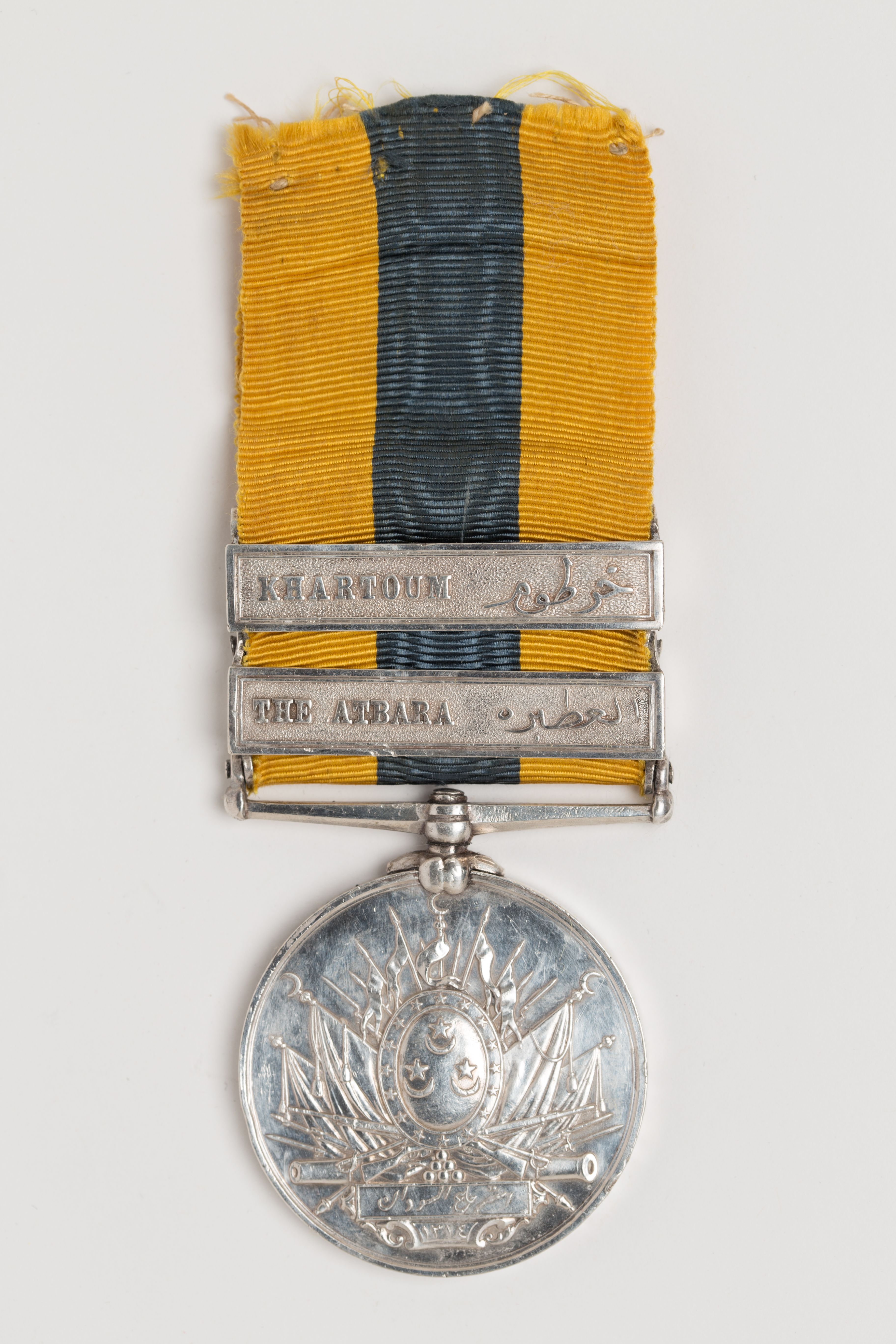
Medaile se sponami KHARTOUM a THE ATBARA

### Spony
Medaile mohla být udělena až s patnácti různými sponami. Nejvíce bylo z těchto patnácti spon uděleno jednomu z příslušníků egyptské armády spon deset. V případě britských jednotek se více než dvě spony vyskytují zřídka z toho důvodu, že až na několik málo výjimek se žádná britská jednotka během tažení nezapojila do více než dvou akcí, přičemž hlavními akcemi byli Atbara a Chartúm. Mnoho medailí bylo udíleno také bez jakékoliv spony, například příslušníkům Britské indické armády se základnou v Suakinu za službu v roce 1896 nebo posádce lodí HMS Melita a HMS Scout za službu při súdánském pobřeží ve stejném roce.
Typy spon:
1. FIRKET – za službu 7. června 1896
2. HAFIR – za službu mezi 19. až 26. září 1896
3. ABU HAMAD – za službu 7. července 1897
4. SUDAN 1897 – za službu v Súdánu v roce 1897
5. THE ATBARA – za službu 8. dubna 1898
6. KHARTOUM – za službu v bitvě u Omdurmánu, která proběhla 2. září 1898
7. GEDAREF – za službu mezi 7. zářím až 26. prosincem 1898
8. GEDID – za službu 22. listopadu 1899
9. SUDAN 1899 – za službu v Súdánu v roce 1899
10. BAHAR-ED-GHAZAL 1900-02
11. JEROK – za službu v lednu až březnu 1902
12. NYAM-NYAM – za službu v lednu až květnu 1905
13. TALODI – za službu mezi 2. až 15. červnem 1905
14. KATFIA – za službu v dubnu 1908
15. NYIMA – za službu mezi 1. až 21. listopadem 1908